# Diócesis de Nancheng
La diócesis de Nancheng (en latín: Dioecesis Nancemensis y en chino: 天主教南城教区) es una circunscripción eclesiástica de la Iglesia católica en China. Se trata de una diócesis latina, sufragánea de la arquidiócesis de Nanchang. Desde el 23 de octubre de 1970 es sede vacante. La Asociación Patriótica Católica China en 1981 la fusionó con las diócesis de Nanchang (la arquidiócesis rebajada), Ganzhou, Ji'an y Yujiang para erigir la diócesis de Jiangxi, sin el asentimiento de la Santa Sede, y cuyo obispo "oficial" es John Baptist Li Su-guang desde 2011.

## Territorio y organización
La diócesis extiende su jurisdicción sobre los fieles católicos de rito latino residentes en parte de la provincia de Jiangxi.
La sede de la diócesis se encuentra en la ciudad de Nancheng, en donde se halla la catedral, aunque la catedral de la diócesis patriótica de Jiangxi es la Catedral de la Inmaculada Concepción en la ciudad de Nanchang.
En 1950 en la diócesis existían 13 parroquias.

## Historia
La prefectura apostólica de Jianchangfu fue erigida el 29 de noviembre de 1932 con el breve Ecclesiae universae del papa Pío XI, obteniendo el territorio del vicariato apostólico de Yujiang (hoy diócesis de Yujiang).
El 13 de diciembre de 1938 la prefectura apostólica fue elevada al rango de vicariato apostólico con la bula Praefectura Apostolica del papa Pío XI y al mismo tiempo asumió el nombre de Nancheng.
El 11 de abril de 1946 el vicariato apostólico fue elevado a diócesis con la bula Quotidie Nos del papa Pío XII.
En 1949 el Partido Comunista de China capturó Nancheng, se impuso en la guerra civil y proclamó la República Popular China el 1 de octubre de 1949. El 4 de septiembre de 1951 China comunista expulsó al nuncio apostólico Antonio Riberi y la Santa Sede continuó reconociendo a la República de China en Taiwán como el legítimo gobierno chino. Todos los misioneros extranjeros fueron expulsados de China comunista en 1952, entre ellos el obispo Patrick Cleary. 
La Asociación Patriótica Católica China fue creada con el apoyo de la Oficina de Asuntos Religiosos de la República Popular de China en 1957, con el objetivo de controlar las actividades de los católicos en China. Su nombre público es Iglesia católica china y es referida como la "Iglesia oficial" en contraposición a la "Iglesia subterránea" o "Iglesia clandestina" leal a la Santa Sede.
En el período de 1966 a 1976 la Revolución Cultural se ensañó especialmente contra la religión, destruyéndose numerosas iglesias y cesaron todas las actividades religiosas en la diócesis. La diócesis reasumió sus actividades en la década de 1980.
La Asociación Patriótica Católica China en 1981 la fusionó con las diócesis de Nanchang (la arquidiócesis rebajada), Ganzhou, Ji'an y Yujiang para erigir la diócesis patriótica de Jiangxi, sin el asentimiento de la Santa Sede.
El 22 de septiembre de 2018 se firmó en Pekín el Acuerdo provisional entre la Santa Sede y la República Popular de China sobre el nombramiento de los obispos. El 22 de octubre de 2020 el acuerdo fue prorrogado por otros dos años y en octubre de 2022 por otros dos años más.
Debido a la situación particular de la Iglesia católica en China, la Santa Sede no nombra obispos para las diócesis chinas, que son sedes oficialmente vacantes incluso en presencia de obispos reconocidos por Roma.

## Estadísticas
Según el Anuario Pontificio 2002 la diócesis tenía a fines de 1950 un total de 6885 fieles bautizados.
| Año                                                                             | Población            | Población | Población      | Sacerdotes | Sacerdotes    | Sacerdotes    | Bautizados por sacerdote | Diáconos permanentes | Religiosos | Religiosos | Parroquias |
| Año                                                                             | Bautizados católicos | Total     | % de católicos | Total      | Clero secular | Clero regular | Bautizados por sacerdote | Diáconos permanentes | Varones    | Mujeres    | Parroquias |
| ------------------------------------------------------------------------------- | -------------------- | --------- | -------------- | ---------- | ------------- | ------------- | ------------------------ | -------------------- | ---------- | ---------- | ---------- |
| 1950                                                                            | 6885                 | 450 000   | 1.5            | 30         | 4             | 26            | 229                      |                      |            | 7          | 13         |
| Fuente: Catholic-Hierarchy, que a su vez toma los datos del Anuario Pontificio. |                      |           |                |            |               |               |                          |                      |            |            |            |

## Episcopologio
- Patrick Cleary, S.S.C.M.E. † (21 de julio de 1933-23 de octubre de 1970 falleció)
  - Sede vacante